# Гелен Морган
Гелен Морган  (англ. Helen Morgan; 20 липня 1966 — 19 листопада 2020) — британська хокеїстка на траві, олімпійська медалістка.

## Виступи на Олімпіадах
| Олімпіада      | Дисципліна     | Місце |
| -------------- | -------------- | ----- |
| Барселона 1992 | хокей на траві | 3     |